# Famatinita
La famatinita és un mineral de la classe dels sulfurs, que pertany al grup de la stannita. Rep el nom de la Sierra de Famatina, a l'Argentina, la seva localitat tipus.

## Característiques
La famatinita és una sulfosal de fórmula química Cu₃SbS₄. Es tracta d'una espècie aprovada per l'Associació Mineralògica Internacional, i publicada per primera vegada el 1873. Cristal·litza en el sistema tetragonal. La seva duresa a l'escala de Mohs es troba entre 3 i 4.
Segons la classificació de Nickel-Strunz, la famatinita pertany a «02.KA: Sulfarsenats i sulfantimonats, amb (As, Sb)S₄ tetraedre» juntament amb els següents minerals: enargita, petrukita, briartita, luzonita, permingeatita, barquillita i fangita.

## Formació i jaciments
Va ser descoberta a la Serra de Famatina, a la província de La Rioja (Argentina). Tot i tractar-se d'una espècie poc habitual ha estat descrita en tots els continents del planeta a excepció de l'Antàrtida.